# Ernesto Filippi
Ernesto Filippi (Lucca, 1954. október 26. –) uruguayi nemzetközi labdarúgó-játékvezető. egyetemi docens.

## Pályafutása

### Nemzeti játékvezetés
A küldési gyakorlat szerint rendszeres partbírói, majd 4. bírói szolgálatot végzett. 1985-ben lett az I. Liga játékvezetője. A nemzeti játékvezetéstől 1995-ben vonult vissza.

### Nemzetközi játékvezetés
Az Uruguayi labdarúgó-szövetség Játékvezető Bizottsága (JB) terjesztette fel nemzetközi játékvezetőnek, a Nemzetközi Labdarúgó-szövetség (FIFA) 1981-től tartotta nyilván bírói keretében. A FIFA JB központi nyelvei közül a spanyolt beszéli. 
Több válogatott és nemzetközi klubmérkőzést vezetett, vagy működő társának partbíróként, majd 4. bíróként segített. Az uruguayi nemzetközi játékvezetők rangsorában, a világbajnokság-Európa-bajnokság sorrendjében többedmagával a 6. helyet foglalja el 1 találkozó szolgálatával. Az aktív nemzetközi játékvezetéstől 1995-ben vonult vissza.

#### Labdarúgó-világbajnokság

##### U20-as labdarúgó-világbajnokság
Portugália rendezte a 8., az 1991-es ifjúsági labdarúgó-világbajnokságot, ahol a FIFA JB bíróként alkalmazta

###### 1991-es ifjúsági labdarúgó-világbajnokság
| Időpont          | Helyszín               | Mérkőzés típusa              | Mérkőzés              | Eredmény | Nézők száma |
| ---------------- | ---------------------- | ---------------------------- | --------------------- | -------- | ----------- |
| 1991. június 15. | Luz Stadion, Lisszabon | csoportmérkőzés (A. csoport) | Argentína–Észak-Korea | 0 : 1    | 2 000       |

---
A világbajnoki döntőhöz vezető úton Olaszországba a XIV., az 1990-es labdarúgó-világbajnokságra és Amerikai Egyesült Államokba a XV., az 1994-es labdarúgó-világbajnokságra a FIFA JB játékvezetőként foglalkoztatta. Selejtező mérkőzéseket az CONMEBOL zónákban vezetett. Az 1994-es volt az első labdarúgó-világbajnokság, ahol ténylegesen külön tevékenykedtek a játékvezetők és a segítő partbírók. Világbajnokságon vezetett mérkőzéseinek száma:  1.

##### 1990-es labdarúgó-világbajnokság

###### Selejtező mérkőzés
| Időpont             | Helyszín                   | Mérkőzés típusa            | Mérkőzés           | Eredmény | Nézők száma |
| ------------------- | -------------------------- | -------------------------- | ------------------ | -------- | ----------- |
| 1989. augusztus 20. | Morumbi Stadion, São Paulo | CONMEBOL zóna (3. csoport) | Brazília–Venezuela | 6 : 1    | 106 462     |

##### 1994-es labdarúgó-világbajnokság

###### Selejtező mérkőzés
| Időpont             | Helyszín                               | Mérkőzés típusa            | Mérkőzés           | Eredmény | Nézők száma |
| ------------------- | -------------------------------------- | -------------------------- | ------------------ | -------- | ----------- |
| 1993. augusztus 8.  | Defensores del Chaco Stadion, Asunción | CONMEBOL zóna (1. csoport) | Paraguay–Argentína | 1 : 3    | 46 500      |
| 1993. szeptember 5. | Monumental Stadion, Buenos Aires       | CONMEBOL zóna (1. csoport) | Argentína–Kolumbia | 0 : 5    | 53 000      |

###### Világbajnoki mérkőzés
| Időpont          | Helyszín                       | Mérkőzés típusa              | Mérkőzés                  | Eredmény | Nézők száma |
| ---------------- | ------------------------------ | ---------------------------- | ------------------------- | -------- | ----------- |
| 1994. június 21. | Soldier Field Stadion, Chicago | csoportmérkőzés (C. csoport) | Németország–Spanyolország | 1 : 1    | 63 113      |

#### Copa América
Argentína a 35., az 1991-es Copa América, illetve Bolívia a 37., az 1995-ös Copa América labdarúgó tornát rendezte, ahol a   CONMEBOL JB hivatalnokként foglalkoztatta.

##### 1991-es Copa América

###### Copa América mérkőzés
| Időpont          | Helyszín                           | Mérkőzés típusa              | Mérkőzés           | Eredmény | Nézők száma |
| ---------------- | ---------------------------------- | ---------------------------- | ------------------ | -------- | ----------- |
| 1991. július 8.  | Municipal Stadion, Concepción      | csoportmérkőzés (A. csoport) | Chile–Peru         | 4 : 2    | 50 000      |
| 1991. július 12. | Municipal Stadion, Concepción      | csoportmérkőzés (A. csoport) | Argentína–Paraguay | 4 : 1    | 40 000      |
| 1991. július 17. | Nemzeti Stadion, Santiago de Chile | az egyik negyeddöntő         | Chile–Kolumbia     | 1 : 1    | 65 000      |
| 1991. július 19. | Nemzeti Stadion, Santiago de Chile | az egyik negyeddöntő         | Argentína–Chile    | 0 : 0    | 65 000      |

##### 1995-ös Copa América

###### Copa América mérkőzés
| Időpont          | Helyszín                             | Mérkőzés típusa              | Mérkőzés          | Eredmény | Nézők száma |
| ---------------- | ------------------------------------ | ---------------------------- | ----------------- | -------- | ----------- |
| 1995. július 7.  | Atilio Paiva Olivera Stadion, Rivera | csoportmérkőzés (B. csoport) | Kolumbia–Peru     | 1 : 1    | 5 000       |
| 1995. július 13. | Atilio Paiva Olivera Stadion, Rivera | csoportmérkőzés (B. csoport) | Brazília–Kolumbia | 3 : 0    | 10 000      |

#### Nemzetközi kupamérkőzések
Vezetett mérkőzéseinek száma: 2.

##### Copa Libertadores
| Időpont             | Helyszín                                   | Mérkőzés típusa        | Mérkőzés                        | Eredmény | Nézők száma |
| ------------------- | ------------------------------------------ | ---------------------- | ------------------------------- | -------- | ----------- |
| 1991. május 29.     | Defensores del Chaco Stadion, Asunción     | első döntő mérkőzés    | Olimpia Asunción–Colo-Colo      | 0 : 0    | 48 000      |
| 1994. augusztus 31. | Cícero Pompeu de Toledo Stadion, São Paulo | második döntő mérkőzés | São Paulo FC–CA Vélez Sarsfield | 1 : 0    | 90 000      |

## Sportvezetőként
Az aktív játékvezetői pályafutását befejezve a nemzeti és a FIFA Játékvezető Bizottságánál koordinátor, nemzetközi ellenőr.

## Sikerei, díjai
Az IFFHS (International Federation of Football History & Statistics) 1987-2011 évadokról tartott nemzetközi szavazásán 151, játékvezető besorolásával minden idők 95, legjobb bírójának rangsorolta, holtversenyben Szaad Kamíl al-Fadli, Rune Pedersen társaságában. A 2008-as szavazáshoz képest 21 pozíciót hátrább lépett.